# 多利亞 (斯瓦托韋區)
49°37′42″N 38°6′2″E / 49.62833°N 38.10056°E
多利亞（烏克蘭語：Доля），是烏克蘭的村落，位於該國東部盧甘斯克州，由斯瓦托韋區負責管轄，始建於1952年，面積0.27平方公里，海拔高度89米，2001年人口1，人口密度每平方公里3.7人。